# Legge di Conway
La legge di Conway è una celebre frase attribuita all'informatico Melvin Conway nel 1967. Fu soprannominata legge di Conway per la prima volta dai partecipanti del  National Symposium on Modular Programming  del 1968.
(M. Conway)
La legge è basata sull'osservazione per cui un software modulare viene progettato rispecchiando i rapporti sociali fra i progettisti dell'azienda che lo ha realizzato.